# محمدرحیم خازن‌الملک
محمدرحیم خازن‌الملک(۱۱۹۲ (۱۲۳۱ق)–۱۲۷۲ (۱۳۱۱ق)) عضو دارالشورای کبری، صندوق‌دار خاصه دربار، ناصری فرمانفرمایی خراسان و سیستان و تولیت آستان قدس رضوی بود.
حاج محمدرحیم در دوران قاجار ابتدا وارد دستگاه خدمتکاران محمد شاه شد و پس از به سلطنت رسیدن ناصرالدین شاه مدارج ترقی را به سرعت طی کرد وی در این دوران مناصبی مانند داروغگی دفترخانه مبارکه، پیشخدمت (آجودان) خاصه شاه، صندوق‌داری و رخت‌داری بیوتات سلطنتی دست یافت و در سال ۱۲۸۷ق به لقب خازن‌الملک را دریافت کرد. او در سال ۱۲۹۶ق از سمت خود استعفا داد و در سال ۱۲۹۷ق با تشکیل دارالشورای کبری به دستور ناصرالدین شاه عضو این شورا گردید و در زمان زمامداری میرزا حسین‌خان سپهسالار به عنوان فرمانفرمایی مملکت خراسان و سیستان و نیز تولیت آستان قدس رضوی منصوب شد. وی همچنین مسئول نگهداری الماس دریای نور بود.
وی در ۱۵ سال آخر عمر خود بیمار و زمین گیر (فلج) بود و در سال ۱۳۱۱ قمری برابر با ۱۲۷۲ در سن حدود هشتاد سالگی به بیماری آنفولانزا درگذشت.
محمّدعلیخان که بعداً ملقب به معتمد حضور شد و سپس لقب خازن الملک شد و سمت پیشکاری نیرالدوله حاکم خراسان را داشت و فرزند او از همسر اولش زرینکلاه خانم از بستگان نیرالدوله بود دیگر فرزندانش از نیرالدوله دخترش سرورالسلطنه و دیگر پسر او سردار مقصود بودند وی پس از درگذشت همسر اولش با شمس السلطنه، دختر سلطان حسین میرزا نیرالدوله ازدواج کرد که حاصل این ازدواج نیره اعظم بود.